# Francis Muthaura
Francis Kirimi Muthaura (Meru, Kenya, 20 d'octubre de 1946) és un funcionari civil de Kenya i aliat proper de l'antic president Mwai Kibaki. Ha estat l'antic cap de la Funció Pública i secretari del Consell de Ministres.
Des del 14 de març de 1996 al 24 d'abril de 2001 va ser Secretari General de la Comunitat de l'Àfrica Oriental. Anteriorment, va ocupar diversos càrrecs d'ambaixador sota el govern de l'antic president Daniel Arap Moi.
Va ser nomenat President de la Junta de la Kenya Revenue Authority pel president Uhuru Kenyatta el 25 de maig de 2018.

## Carrera del servei civil
Muthaura va tenir una llarga carrera al servei de la funció pública. Després de sortir de la Universitat de Nairobi el 1972. Va ser designat comissionat de districte al districte de Mombasa, càrrec que va ocupar fins a 1973. Després va ser nomenat Secretari assistent al Ministeri d'Afers Exteriors.

## Educació
Va assistir a l'escola secundària de Nkubu el 1966. El 1968 es va incorporar a l'escola secundària de Nyeri. Va assistir a la Universitat de Nairobi el 1969-1972 i es va graduar en Economia i Ciències Polítiques. També té un diploma en Relacions Internacionals, també de la Universitat de Nairobi. Més tard va ser nomenat secretari del Gabinet el 2005.

## Eleccions de 2007
El març de 2008, arran de l'acord entre el govern i l'oposició per establir un govern per coalició per acabar la crisi política, Muthaura va provocar controvèrsia dient que Kibaki romandria com a cap d'estat i cap de govern. Aquesta interpretació de l'acord significaria menys poder que el Moviment Democràtic Taronja (ODM) havia anticipat al seu líder, Raila Odinga, que esperava convertir-se en primer ministre sota l'acord; l'ODM va rebutjar amb ira aquesta interpretació.
Muthaura ha estat nominat com a instigador de la violència posterior a les eleccions el 2007-2008 i va ser nominat entre els sis sospitosos de ser jutjats per la Cort Penal Internacional. Va ser acusat de les principals reunions secretes a l'oficina de Kibaki, on es van planejar els atacs de venjança contra partidaris de l'oposició a Kibaki. El fiscal de la CPI l'acusà d'autoritzar l'ús de la força excessiva contra els manifestants per la policia. Va ser gravat per dues persones es feien passar per estudiants, on afirmava que havia admès la seva implicació en la violència postelectoral. L'11 de març de 2013, els càrrecs contra Muthaura foren sobreseïts per la CPI degut al descrèdit d'un testimoni clau.